# Église de la Sainte-Trinité de Bonnevent-Velloreille
Pour les articles homonymes, voir Église de la Sainte-Trinité et Sainte-Trinité.
L'église de la Sainte-Trinité est une église catholique située à Bonnevent-Velloreille, en France.

## Localisation
L'église est située sur la commune de Bonnevent-Velloreille, dans le département français de la Haute-Saône.

## Historique
La réparation et l'agrandissement de l'ancienne église sont confiés à l'architecte graylois Christophe Colard en 1838. C'est un projet de style néo gothique se réclamant du gothique français du XIIIe siècle qui est réalisé avec une réception des travaux en 1851. 
L'édifice est inscrit au titre des monuments historiques en 2009.

## Description
Précédée d'un porche entre deux tours à flèches, l'église se compose d'une courte nef à trois vaisseaux, d'un transept peu saillant, d'un chœur d'une travée entre deux sacristies surmontées de tribunes et d'une abside polygonale. Elle est entièrement couverte de voûtes sur croisées d'ogives. Elle comporte un important décor sculpté et conserve des vitraux ainsi qu'un mobilier néo-gothique.